# Velký Vřešťov
Velký Vřešťov är en köping i Tjeckien. Den ligger i den centrala delen av landet, 100 km öster om huvudstaden Prag. Velký Vřešťov ligger 272 meter över havet och antalet invånare är 200.
Terrängen runt Velký Vřešťov är platt åt sydväst, men åt nordost är den kuperad. Runt Velký Vřešťov är det ganska tätbefolkat, med 86 invånare per kvadratkilometer. Närmaste större samhälle är Hradec Králové, 17,5 km söder om Velký Vřešťov. Trakten runt Velký Vřešťov består till största delen av jordbruksmark.